# Lukenie
Der Lukenie ist ein Fluss im Westen der Demokratischen Republik Kongo. Mit seinem Mündungsgewässer, dem Fimi, hat er eine Länge von etwa 1060 km.

## Verlauf
Der Fluss entspringt als in der Provinz Sankuru wenige Kilometer nördlich von Katako-Kombe auf zirka 550 Höhenmetern. Er fließt relativ geradlinig von Ost nach West. Der Lukenie mündet gegenüber von Kutu in den Fimi, kurz nachdem dieser den Mai-Ndombe-See verlassen hat.

## Identifikation
Je nach Quelle wird der Fimi als Weiterführung des Lukenie ab der Mündung des Mai-Ndombe-Sees, oder der Lukenie als Nebenfluss des Fimi benannt. Teils werden die beiden Flüsse als Lukenie-Fimi zusammengefasst.

## Bootsunglück August 2024
Am Samstag (nach anderen Quellen am Sonntag), dem 17. August 2024, ereignete sich gegen 19 Uhr ein Bootsunglück auf dem Fluss. Ein überladenes, mit etwa 250 bis 300 Passagieren besetztes Schiff, kollidierte mit einem Gegenstand unter Wasser. Je nach Quelle, handelte es sich dabei um Baumstämme oder einem gesunkenen Lastkahn. Das Schiff kenterte, nach dem Panik ausbrach und sich so das Gleichgewicht verlagerte. Bis Donnerstag wurden 29 Leichen geborgen und 152 Überlebende gerettet. Der Bootsführer wurde von wütenden Dorfbewohnern gelyncht. Viele Menschen werden noch vermisst. Die genaue Zahl ist nicht bekannt. Das Schiff war auf dem Weg von Oshwe nach Nioki. Nachtfahrten mit dem Schiff sind wegen der Gefahr im Kongo verboten. Bereits im Juni ereignete sich in der gleichen Provinz ein Unglück mit über 80 Toten.